# Няндо (река)
Река Няндо (Nyando) е сред най-големите реки в басейна на езерото Виктория.
Извира близо до връх Tinderet на 2640 m надморска височина и отводнява части от административните райони Нанди, Керичо и Няндо в Западна Кения. Басейнът на реката обхваща 3517 km2 и се населява от около 750 000 души. Тече през страната от изток на запад и се влива в залива Някач, част от по-големия залив Уинам на езерото Виктория. Излива в него вода със скорост около 15 m3/s. Има три главни притока – Ainabngetuny, Кипчориян и Ауач. Водосборите на първите два покриват най-високите части на басейна на река Няндо. В тях се вливат голямо количество бързи планински потоци. Басейнът на р. Ауач е разположен на по-ниска надморска височина, където валежите са по-малко, а температурите – по-високи.
Териториите в горната част на басейна са заети с гори, чаени плантации и раздробени земеделски терени по стръмните склонове на планината. По-надолу следва смесица от дребни земеделски стопанства и големи търговски ферми, в които се отглежда най-вече захарна тръстика. Дребните собственици произвеждат основно царевица, фасул, сорго, кафе, банани, сладки картофи и млечни продукти. При устието на реката, върху най-застрашените от наводнения територии се отглеждат главно царевица и сорго, както и ориз за търговски цели.
Замерванията на Световния център по агро-лесовъдство (The World Agroforestry centre) показват, че най-големите количества утайки, азот и фосфор се внасят в езерото Виктория именно от река Няндо.

## Зониране на реката
През 2001 г. Molden разработва принципно разделяне на течението на една река на 6 зони, характеризиращи начина на ползване и възвръщаемост на водите ѝ. Приложено към река Няндо се отчитат следните зони:
- Водоизточник – зоната на извора на реката.
- Физически възвръщаема зона. Това е площта от басейна на реката, при която повърхностните и подземните дренажни води се връщат по естествен път в реката.
- Регламентирана възвръщаема зона. В тази зона връщането на използваните вече води трябва да се регулира изкуствено. Такива са поливните селскостопански територии в горното течение на реката и тези по крайбрежието, които ако не се канализират, ще се влеят директно в езерото.
- Зона на стагнация. В тази зона отводняването води със себе си приток на замърсители и седименти към основното течение на реката. Разработването на програми за управлението на водите е насочено основно към прочистването им в тази зона, което би довело до промяна в начина на ползване на водата в целия район надолу по течението.
- Зона на крайна консумация
- Екологично чувствителна зона е тази, при която водите на реката пряко влияят върху флората и фауната както в нея, така и в езерото Виктория. Към нея спадат и влажните зони по поречието и в устието на Няндо.

Водата от първите три зони при изтичане може да се влее отново в реката и да се използва повторно, докато при последните това е невъзможно. При четвъртата зона трябва да се разработи подход за възможности за повторно използване. При останалите водите или са много замърсени, или се вливат директно в езерото.

## Профил на реката
Профилът на една река представлява напречното сечение от извора до устието ѝ. При него ясно се проследяват промените в наклона на речното корито. В горното си течение наклонът е стръмен и там Няндо е бърза и буйна река с високи нива на ерозия. Долното течение е с малък наклон, водите текат бавно и създават условия за натрупване на седименти и поява на периодични наводнения.

## Течение на реката и климат
Река Няндо извира от територия с надморска височина 2640 m и се влива в езерото Виктория на надморска височина около 1000 m. Преодолява тази денивелация с различен наклон на речното корито и респективно с различна скорост на течението. Поради разликата в надморските височини съществува и разлика в климата на различните зони от реката.

### Горно течение
Горното течение на река Няндо започва от извора и стига до 1800 m надморска височина. Климатът тук се характеризира с дълги дъждове през март, април и май и по-кратковременни през септември и октомври. Последните са с краткосрочен ефект върху течението на реката. Годишното количество на валежите варира от 1200 до 1600 mm, а средните годишни температури са от 19 °C до 27 °C. Минимумът на температурите се движи между 5 °C и 12 °C. Високата надморска височина и обилните валежи способстват за растежа на горите. Районът е богат на много извори, чиито потоци се вливат в реката. Зоната е с една от най-високите степени на ерозия в басейна на езерото Виктория, поради големия наклон на коритото. Териториите около реката са заети с големи чаени ферми.

### Средно течение
Средното течение на реката започва от 1800 m, завършва на 1300 m надморска височина и се характеризира с полегати склонове. Представлява преход между планинската и равнинната част от релефа. Количеството на валежите тук е същото както в горното течение на реката, а средният годишен температурен максимум варира между 27 °C и 31 °C. В по-високите части терените се използват от малки стопанства, отглеждащи главно чай, а по-надолу следват насаждения от захарна тръстика.

### Долно течение
Долното течение започва от 1300 m и стига до около 1000 m надморска височина. Наклонът е съвсем малък и реката се движи бавно, влачейки голямо количество тиня и утайки. Районът близо до делтата е заплашен от чести наводнения с унищожителни последствия. Но от друга страна те покриват околните терени с пласт от богати наноси, които увеличават добивите от земеделска продукция. През 2007 г. започва изграждането на дига по брега на реката за предпазване от наводнения. Населението копае дренажни системи край нея срещу храна. CREPP насърчава засаждането на дървета покрай реката чрез разпространяване на посадъчен материал в училищата и селата. В резултат на последните наводнения по поречието на Няндо, правителството отделя допълнителни средства за борба с това бедствие.
В устието на реката в равнината Кано е оформено блатото Няндо с размери 15 km в посока изток-запад и 6 km в направление север-юг.
Почвите в долното течение на реката са изтощени и с високо съдържание на глини. Най-ценните земеделски площи са тези в крайбрежните заливаеми ивици в близост до делтата. Естествената растителност е представена от треви и храсти, а насажденията са главно оризови. Големият брой влажни територии в устието на реката формират екологично чувствителни зони.
Земеделските парцели представляват наследствени селскостопански терени. Съществуват сериозни конфликти между клановете по долното течение на реката и тези от делтата, за които правителството все още не може да намери трайно решение.

## Напояване
Напояването на селскостопанските терени по поречието на реката се извършва по няколко системи и под управлението на различни организации. Съществува схемата, организирана от Националния иригационен съвет (NIB), която се провежда в районите на Ахеро, Джимо и Ачего. Друга схема е тази на Провинциалното иригационно сдружение (PIU), прилагана в източната част на зона на Агоро. Съществува и самостоятелно организирано напояване, главно на зеленчуковите култури в долното течение на реката.

## Флора и фауна
Близо до устието си река Няндо става по-дълбока и край бреговете ѝ расте Ceratophyllum demersum, вид многогодишно тревисто водно растение с фини тънки клонки. Бреговете са обсипани с тръстика и египетски папирус.
Един от най-застрашените видове в река Няндо и езерото Виктория е Schilbe mystus. Тази риба обитава езерото, но през дъждовния сезон по време на повишаване нивото на реката плува срещу течението и хвърля хайвера си в околните потопени тревни съобщества. Друг представител на цихлидите, обитаващ водите на реката е Oreochromis esculentus. Тук могат да се срещнато още риби от вида Clarías gariepinus, Clarias alluaudi, Clarias werneri, Ciarías liocephalus, няколко представители на род Barbus и сомовата риба Synodontis schall.

## Население
Басейнът и поречието на реката се обитават от две етнически групи – календжин и луо. Местата с по-голяма надморска височина в районите Нанди и Керичо са населени от етническата група календжин, които се занимават основно с животновъдство и отглеждане на чай. В долната част на средното течение живеят племената луо, които са фермери и рибари, като главните им насаждения са от захарна тръстика. Всяка от групите има своите различни традиционни начини за управление както на водните ресурси, така и на обработваемите земи. Между двете общности съществуват оживени търговски връзки, но съществува и потенциал за междуплеменни конфликти.
След обявяване на независимостта на Кения през 1964 г. в района пристига население от всички части на страната, което нарушава хомогенността му от гледна точка на етническа принадлежност. Политиката на страната поражда етническа омраза и непоносимост между отделните групи, което довежда до сериозен междуетнически конфликти и междуплеменни сблъсъци в началото на 1990-те години. Правата на частната собственост на различните племена и фамилии са много силно изразени, имотите обикновено се заграждат с огради от бодлива тел, което пречи на комуникациите и свободното придвижване на животните.
Населението в района на река Няндо е едно от най-бедните в страната. Тук 65% от семействата са категоризирани като бедни в сравнение с 52% средно за Кения.
През последните 40 години настъпват и драстични промени в земеползването, чието въздействие върху околната среда предизвиква екологични проблеми като обезлесяване и появата на свлачища.

## Екология
Обезлесяването и ерозията на бреговете през последните 100 години са довели до сериозно засилване на проблемите, създавани от проливните дъждове, които придружават Ел Ниньо. Проучване на басейна на река Няндо, проведено от ICRAF показва разпределението на оттока към реката по следния начин: 41% от оттока се генерира от ерозирали области, 29% от пътищата, 16% от обработваемите площи, 13% от пасища и 1% от земи с естествена храстовидна растителност. Анализи на въздушни и спътникови снимки показват промени в дълбочината и ширината на реката, драстично намаляване на крайречната растителност и създаване на селскостопански ферми все по-близо до реката. Съветът на ICRAF съобщава, че 60% от териториите в басейна на реката са ерозирали и увеличават многократно постъпването на седименти в нея.
Международният център за агро-лесовъдни изследвания ICRAF определя река Няндо като най-големият кенийски замърсител на водите на езерото Виктория. Разработката обхваща периода от 1999 г. до 2004 г. В проекта TransVic на ICRAF се анализират културните и икономически фактори, влияещи върху ползване на земята и причините за замърсяването на реката. От 2004 г. ICRAF и Институтът за земеделски изследвания на Кения (KARI) провеждат интегриран проект за управление на екосистемата на кенийската част от териториите край езерото Виктория с акцент върху рехабилитацията на големи площи от изоставени и обезлесени земи. Създадени са подробни карти на засегнатите територии в речните басейни на Западна Кения, включително и този на р. Няндо, и са проведени проучвания за най-подходящите начини за тяхното възстановяване. Тази програма се изпълнява с финансиране от Международния фонд за селскостопанско развитие, Европейската комисия и правителството на Финландия. Учени от ICRAF и Организацията на обединените нации за околната среда (UNEP) провеждат през 2008 г. подробно проучване на басейните на реките Яла и Няндо и не намират доказателства, че наслояването на седименти е неизбежен страничен ефект от интензивната земеделска дейност. Стига се до извода, че намаляването на утайките може да се постигне чрез планиране и редуване на различни типове насаждения.